# Ado Lyngep Atuarfia
Ado Lyngep Atuarfia er en skole i Aasiaat i Qaasuitsup Kommune på vestkysten af Grønland. 
Den blev oprettet i 1982, og er en kostskole for  lettere psykisk udviklingshæmmede og for sent udviklede børn og unge. Kapaciteten er 14 elever, i alderen 14 til 21 år, og de har som mål at få disse til at kunne begå sig i hverdagen.  
Den tidligere observationsafdeling  for børn fra 0 til 7 år bruges nu ikke  længere, da eleverne på Ado Lyngep Atuarfia bruger den som bolig.